# Апеляція до ймовірності
Апеляція до ймовірності (або апеляція до можливості, також відома як possibiliter ergo probabiliter, «можливо, отже, ймовірно») — це формальна логічна помилка , коли щось сприймається як належне, тому що це, ймовірно, так (або може бути). Індуктивна аргументація не має дедуктивної достовірності, а, отже, має бути підтвердженою або спростованою на підставі цього. Проста можливість не корелює з імовірністю, а проста ймовірність не корелює з певністю, а також будь-яка ймовірність того, що щось сталося або може статися, не є достатньою для того, щоб бути впевненим у знанні про те, що це сталося або станеться.
Помилка може бути зрозуміла як змішування ймовірності (ймовірність події, яка не дорівнює нулю, зазвичай велика) з певністю (ймовірність події дорівнює 1). Наприклад, для деякої події X, якщо Pr(X) > 0, то приймається, що Pr(X) = 1. Використання імовірнісних аргументів саме по собі не є помилковим, але висновок є логічним, а не ймовірним. Коли наводиться імовірнісний аргумент, загалом потрібно добре зрозуміти, що сам аргумент ґрунтується на ймовірності, а отже, висновок є ймовірнісним. Імовірнісні аргументи, як правило, мають транзитивний характер, і потрібно бути обережним при змішуванні логічних і ймовірнісних аргументів, щоб не зробити висновок, що щось логічно істинно з імовірнісного аргументу.

## Приклад
Помилкове звернення до можливості:
Щось може піти не так (Засновок).
Тому щось піде не так (недійсний висновок).
Якщо я не принесу свою парасольку (Засновок)
Дощитиме. (недійсний висновок).
Закон Мерфі — це жартівливий заклик до помилки.

## У медицині
Помилка може бути здійснена пацієнтами при інтепретації симптомів. Пацієнт, стикнувшись з певними симптомами, може зробити помилковий висновок щодо наявності у нього певного захворювання, яке імовірно може викликати ці симптоми.